# Hostellerie Bretonne

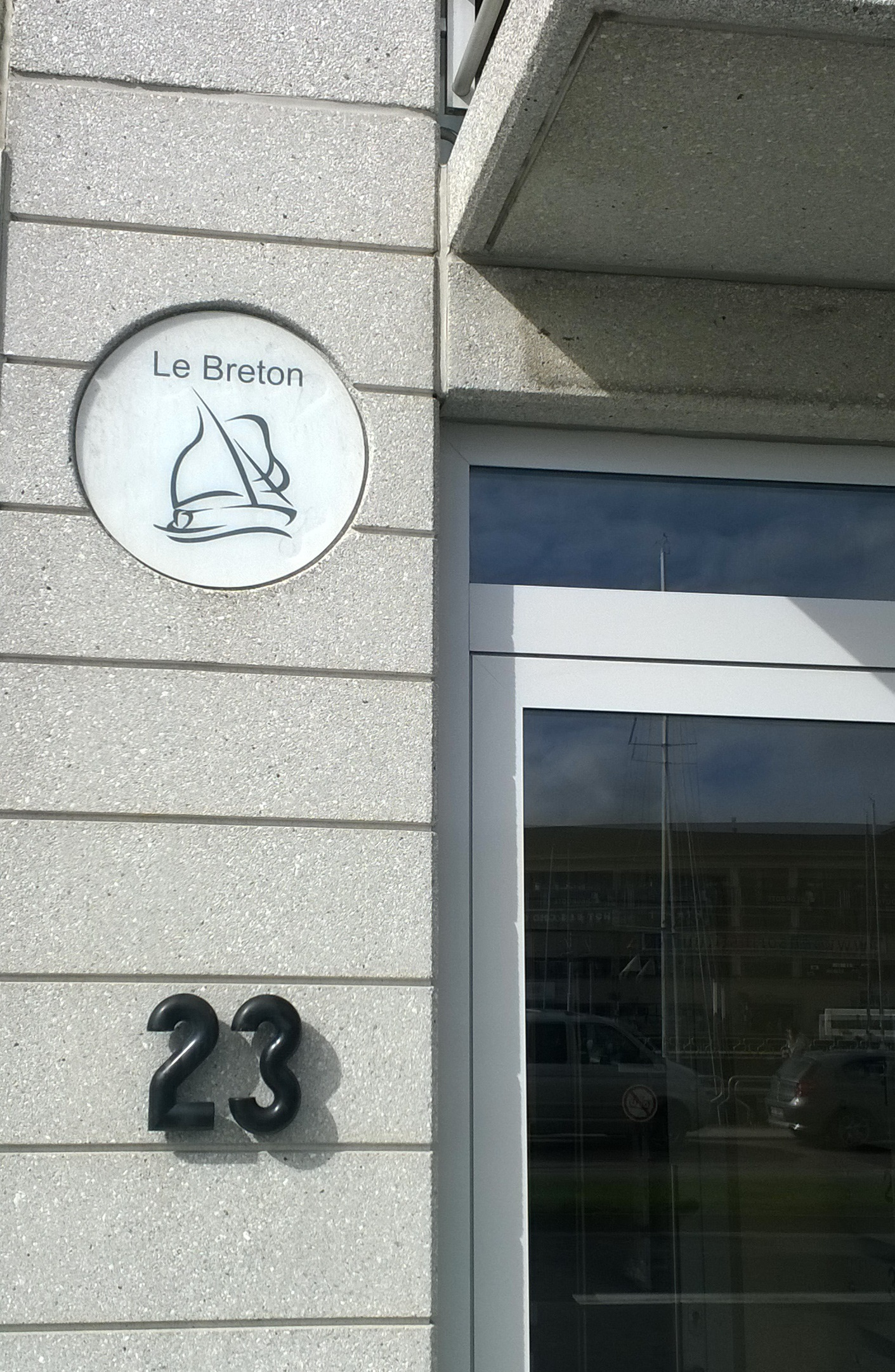
De naamplaat aan het appartementsgebouw dat in de plaats kwam, herinnert nog aan Hostellerie Bretonne.

De Hostellerie Bretonne was een restaurant met Michelinster in Oostende, België. In ieder geval in 1976 en 1979 droeg het restaurant deze ster.
De chef-kok was Jacques Marrière.